# Спрингер (гора)
Спрингер (англ. Springer Mountain) — гора в горном хребте Блю-Ридж (Аппалачи).
Высота над уровнем моря — 1153 м. Спрингер расположен в национальном лесу Чаттахучи-Окони (англ. Chattahoochee-Oconee National Forest) на границе округов Фаннин и Гилмер штата Джорджия.
Вершина известна тем, что является южной конечной точкой Аппалачской тропы, одного из известнейших и длиннейших в мире маршрутов пешеходного туризма, длиной около 3,5 тыс. км, закачивающегося на горе Катадин в Мэне. Место начала тропы отмечено памятным знаком.